# Pacharán

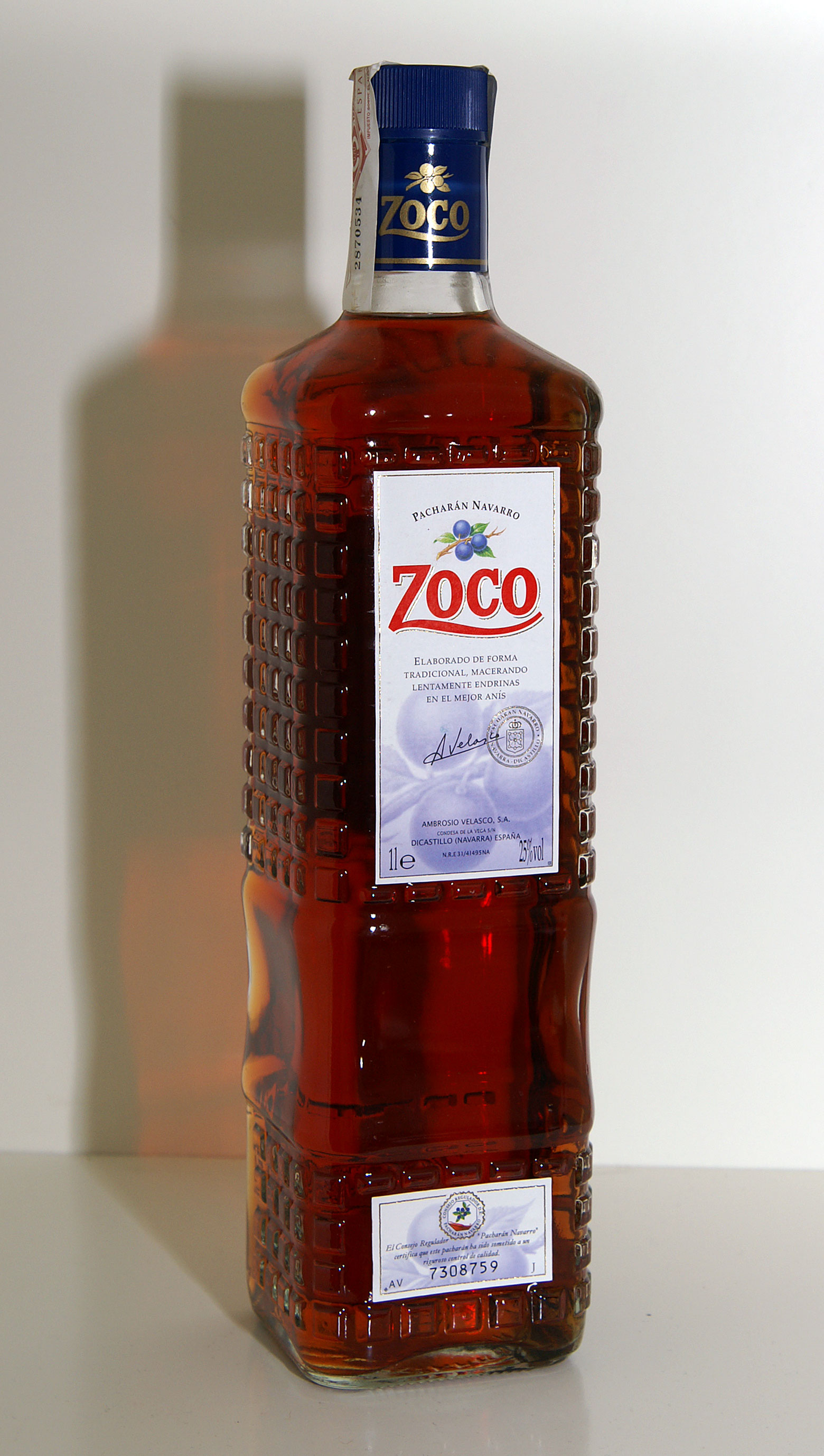
En mera välkänt märke av pacharán

Pacharán eller Patxaran är en slånbärslikör som ursprungligen kommer från Navarra i Spanien. Namnet kommer från det baskiska ordet för slånbär, basaran. Pacharán framställs genom att man låter slånbär dra i anisdestillat och den innehåller normalt 20-30 % alkohol.